# Exercitier
Exercitier (av latinets exercitium - övning, ofta i bemärkelsen vapenövning) har två huvudsakliga betydelser. I en betydelse avser exercitier de meditationer som bildar en del av den jesuitiska utbildningen, så som den utformades av Ignatius Loyola (1491-1556) i Exercitia spiritualia (Andliga övningar). I en annan betydelse avser exercitier övningar i ämnen och idrotter som inte var en del av den ordinarie undervisningen på universiteten under perioden 1500-1800, såsom dans, fäktning, ridning och moderna språk.
Beträffande exercitier i denna betydelse var de framförallt föremål för adelns intressen. Adeln måste utöver att skaffa sig akademiska meriter upprätthålla en viss livsstil som underströk den sociala särställning som ståndet åtnjöt. För dessa syften passade exercitierna väl, vilket förklarar varför den svenska adeln under 1600-talets början var så kritisk till miljön i Uppsala, där möjligheterna till exercitier var klart eftersatta. I ett brev riktat till rikskansler Axel Oxenstierna på 1630-talet skrev Carl Bonde (1581-1652), vars söner studerade vid Uppsala universitet, att "studera må de där något, men varken mores [seder] eller annat läres där, och inga exercitia hava de där".
I syfte att råda bot på denna situation höll sig adeln med privat kontrakterade fäktmästare och lärare i moderna språk. Från 1640-talet och framåt anställdes ordinarie dansmästare, fäktmästare och språkmästare vid universitetet, men posterna var ofta vakanta. Först i och med etableringen av den så kallade excercitiestaten på 1660-talet fick universitetet en fast organisation för undervisning i moderna språk, dans, fäktning, musik, ridning och ritning.
När adeln på 1600-talet genomförde sina grand tours (peregrinationer) på kontinenten var exercitierna ett fast inslag på programmet. I huvudsak bestod exercitierna av intellektuell och estetisk färdighetsträning i ämnen som arkitektur, bokhålleri, franska, fortifikation, italienska, musik (övningar på luta och gitarr), tillämpad matematik och teckning, samt av fysiska övningar i dans, fäktning, ridning, vapendrill (framförallt med pik och musköt) samt voltige, vilket avser redskapsgymnastik. Något mera ovanligt var att öva sig i tranchering, det vill säga i konsten i att skära före vid bordet. Detta hade dock sina poänger då unga adelsmän fick passa upp vid borden på hovet som en del av sin fostran. När adelsresenärernas rapporter från resorna på kontinenten granskas framgår att de vanligast förekommande exercitierna var franska, dans, ridning, fäktning, matematik och musik.